# Хоензелхов-Грос Пинов
Хоензелхов-Грос Пинов (њем. Hohenselchow-Groß Pinnow) општина је у њемачкој савезној држави Бранденбург. Једно је од 34 општинска средишта округа Укермарк. Према процјени из 2010. у општини је живјело 873 становника. Посједује регионалну шифру (AGS) 12073309.

## Географски и демографски подаци
Хоензелхов-Грос Пинов се налази у савезној држави Бранденбург у округу Укермарк. Општина се налази на надморској висини од 45 метара. Површина општине износи 41,1 km². У самом мјесту је, према процјени из 2010. године, живјело 873 становника. Просјечна густина становништва износи 21 становника/km².